# Federico II Pico della Mirandola
Federico II Pico (Mirandola, dicembre 1564 – Mirandola, 7 settembre 1602) è stato un nobile italiano, ultimo conte di Mirandola e di Concordia (1592–1596) e primo principe di Mirandola e marchese di Concordia (1596–1602).

## Biografia

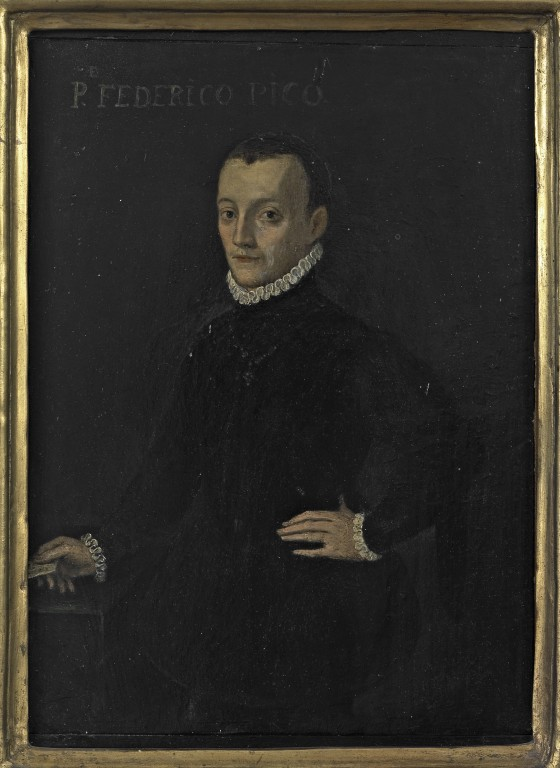
Federico II Pico (Museo civico di Mirandola)

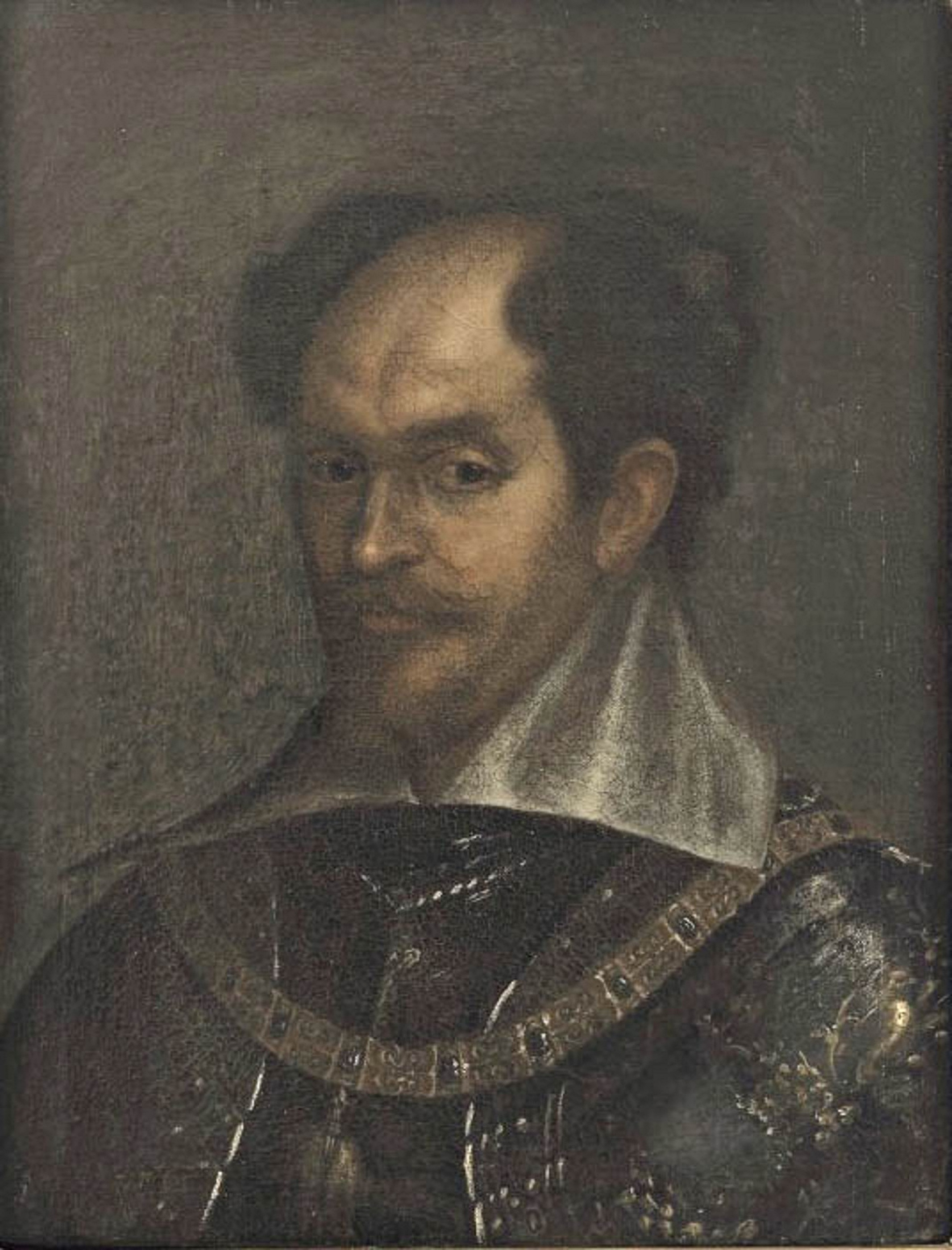
Ritratto di Federico II Pico
Museo civico di Mirandola)

Figlio secondogenito di Ludovico II Pico, conte di Mirandola e Concordia e di Fulvia da Correggio, nacque nel 1564, poco prima del 29 dicembre; studiò belle lettere e filosofia a Ferrara e poi giurisprudenza a Padova col fratello Alessandro, allievi di Giacomo Menochio.
Successore del fratello Galeotto III che abdicò il 21 febbraio 1592 per motivi di salute, abbandonò la protezione del re di Francia (ottenuta dal nonno Galeotto I a seguito dell'uccisione di Giovanni Francesco II Pico) per ritornare sotto l'Impero, dopo aver fatto petizione nel 1593 all'imperatore Rodolfo II, approfittando anche del fatto che l'altro ramo della famiglia Pico (quella dei discendenti dell'assassinato Giovanni Francesco II) si era estinta nel 1588 per mancanza di eredi.
Federico ottenne così l'investitura dei feudi nel 1596 assieme al fratello Galeotto III (morto l'anno successivo) e nell'occasione Mirandola ottenne il titolo di città e venne eretta a principato, mentre Concordia divenne marchesato.
Nel 1597 cooperò per la reintegrazione del Sacro Monte di Pietà della Mirandola. Fu altresì membro dell'Accademia degli intenti di Pavia.
Nel 1602, anno in cui morì, siglò un accordo anche con Filippo III di Spagna, che gli concesse una pensione trasmissibile anche agli eredi.
All'inizio del 1602 scoppiò a Mirandola un'epidemia di febbre pestilenziale chiamata burraschetta, che nel giro di tre mesi fece morire oltre 200 persone. I sovrani mirandolesi, che nel frattempo si erano rifugiati a Reggio Emilia, chiesero allora la grazia divina, supplicando l'immagine sacra della Madonna posta sulla porta settentrionale delle mura. Mentre sembrava essersi conclusa l'epidemia, nel mese di aprile Federico II commissionò per grazia ricevuta la costruzione dell'Oratorio della Beata Vergine della Porta (oggi nota come chiesa della Madonnina). Tuttavia, il 20 aprile la principessa Ippolita d'Este cadde vittima della stessa strana influenza, morendo poi il 1º maggio all'età di appena 36 anni. Venne seppellita presso il monastero delle terziarie francescane, a fianco della chiesa di San Francesco. Il dolore per la perdita dell'amatissima compagna causò, quattro mesi più tardi, anche la morte di Federico II anch'egli all'età di 36 anni. Non avendo più figli, il regno del Principato della Mirandola passò al fratello Alessandro I Pico, il quale dovette abbandonare la carriera ecclesiastica.

## Ascendenza
|                                  |                          |                               | Genitori                 |  |  | Nonni |  |  | Bisnonni        |  |  | Trisnonni       |  |
|                                  |                          |                               |                          |  |  |       |  |  | Ludovico I Pico |  |  | Galeotto I Pico |  |
|                                  |                          |                               |                          |  |  |       |  |  | Ludovico I Pico |  |  | Galeotto I Pico |  |
|                                  |                          | Bianca d'Este                 |                          |  |  |       |  |  | Ludovico I Pico |  |  |                 |  |
| Galeotto II Pico                 |                          |                               |                          |  |  |       |  |  | Ludovico I Pico |  |  |                 |  |
|                                  |                          | Francesca Trivulzio           | Gian Giacomo Trivulzio   |  |  |       |  |  |                 |  |  |                 |  |
|                                  |                          | Francesca Trivulzio           | Gian Giacomo Trivulzio   |  |  |       |  |  |                 |  |  |                 |  |
|                                  |                          | Francesca Trivulzio           | ?                        |  |  |       |  |  |                 |  |  |                 |  |
| Ludovico II Pico della Mirandola |                          | Francesca Trivulzio           |                          |  |  |       |  |  |                 |  |  |                 |  |
|                                  |                          | Ludovico Gonzaga              | Gianfrancesco Gonzaga    |  |  |       |  |  |                 |  |  |                 |  |
|                                  |                          | Ludovico Gonzaga              | Gianfrancesco Gonzaga    |  |  |       |  |  |                 |  |  |                 |  |
|                                  |                          | Ludovico Gonzaga              | Antonia del Balzo        |  |  |       |  |  |                 |  |  |                 |  |
| Ippolita Gonzaga                 |                          | Ludovico Gonzaga              |                          |  |  |       |  |  |                 |  |  |                 |  |
|                                  |                          | Francesca Fieschi             | Gianluigi II Fieschi     |  |  |       |  |  |                 |  |  |                 |  |
|                                  |                          | Francesca Fieschi             | Gianluigi II Fieschi     |  |  |       |  |  |                 |  |  |                 |  |
|                                  |                          | Francesca Fieschi             | Caterina del Carretto    |  |  |       |  |  |                 |  |  |                 |  |
| Federico II Pico della Mirandola |                          | Francesca Fieschi             |                          |  |  |       |  |  |                 |  |  |                 |  |
|                                  | Giberto VII da Correggio | Manfredo I da Correggio       |                          |  |  |       |  |  |                 |  |  |                 |  |
|                                  | Giberto VII da Correggio | Manfredo I da Correggio       |                          |  |  |       |  |  |                 |  |  |                 |  |
|                                  | Giberto VII da Correggio | Veronica Gambara              |                          |  |  |       |  |  |                 |  |  |                 |  |
| Ippolito da Correggio            | Giberto VII da Correggio |                               |                          |  |  |       |  |  |                 |  |  |                 |  |
|                                  |                          | Agnese Pio di Savoia          | Marco I Pio              |  |  |       |  |  |                 |  |  |                 |  |
|                                  |                          | Agnese Pio di Savoia          | Marco I Pio              |  |  |       |  |  |                 |  |  |                 |  |
|                                  |                          | Agnese Pio di Savoia          | Taddea Roberti           |  |  |       |  |  |                 |  |  |                 |  |
| Fulvia da Correggio              |                          | Agnese Pio di Savoia          |                          |  |  |       |  |  |                 |  |  |                 |  |
|                                  |                          | Gianfrancesco II da Correggio | Borso da Correggio       |  |  |       |  |  |                 |  |  |                 |  |
|                                  |                          | Gianfrancesco II da Correggio | Borso da Correggio       |  |  |       |  |  |                 |  |  |                 |  |
|                                  |                          | Gianfrancesco II da Correggio | Francesca di Brandeburgo |  |  |       |  |  |                 |  |  |                 |  |
| Chiara da Correggio              |                          | Gianfrancesco II da Correggio |                          |  |  |       |  |  |                 |  |  |                 |  |
|                                  |                          | Elisabetta dal Corno          | Valviso dal Corno        |  |  |       |  |  |                 |  |  |                 |  |
|                                  |                          | Elisabetta dal Corno          | Valviso dal Corno        |  |  |       |  |  |                 |  |  |                 |  |
|                                  |                          | Elisabetta dal Corno          | ?                        |  |  |       |  |  |                 |  |  |                 |  |
|                                  |                          | Elisabetta dal Corno          |                          |  |  |       |  |  |                 |  |  |                 |  |

## Discendenza
Federico sposò Ippolita d'Este (1565-1602), figlia naturale di Alfonso d'Este, marchese di Montecchio, il 30 giugno 1594.
Ebbero due figli, entrambi morti in giovane età prima dei genitori:
- Fulvia Leonora (29 marzo 1595[5]-poco dopo)
- Lodovico (30 maggio 1596[5]-poco dopo)